# James Van Der Zee
James Van Der Zee (ur. 29 czerwca 1886, zm. 15 maja 1983) – amerykański fotograf znany z portretów wykonanych czarnoskórym nowojorczykom. Główna postać „renesansu Harlemu”. Poza wartością artystyczną, jego prace stanowią również obszerną dokumentację. Do jego najbardziej znanych modeli należeli publicysta Marcus Garvey, tancerz i aktor Bill Robinson i poeta Countee Cullen.

## Życiorys
Rodzice Van Der Zee pracowali w Nowym Jorku dla prezydenta Ulyssesa Granta. James był drugim z szóstki dzieci. W dzieciństwie uczył się malować, grać na pianinie i na skrzypcach. Pierwszy aparat fotograficzny otrzymał w wieku 14 lat. Rozwijał zainteresowanie fotografią, robiąc zdjęcia swojej okolicy i rodzinie, które sam wywoływał.
Po przeprowadzce do Nowego Jorku jego głównym źródłem utrzymania było udzielanie lekcji muzyki. Pracował także jako kelner i windziarz, a w latach 1909-15 grał w zespole Fletchera Hendersona i Orkiestrze Johna Wanamakera, która wykonywała akompaniament do niemych filmów.
W wieku 29 lat rozpoczął pracę jako pracownik ciemni w domu towarowym Gertz w Newark. Pod nieobecność swego przełożonego-fotografa zastępował go, a klientom spodobał się jego kreatywny styl fotografowania. Po dwóch latach otworzył własne studio Guarantee Photography i szybko odniósł sukces. W 1932 roku wraz z żoną i asystentem założył swoje drugie, większe studio GGG (aktualnie zamknięte, ale w Harlemie przy Lenox Avenue między ulicami 123. i 124. nadal widnieje jego szyld), w którym stosował wiele technik wizualnych przy pomocy rekwizytów, elementów architektonicznych i kostiumów z epoki wiktoriańskiej i edwardiańskiej. Pozowanie do portretów zajmowało tyle czasu, że mógł wykonać tylko trzy dziennie.
Podczas wielkiego kryzysu zmalał popyt na profesjonalną fotografią, w tym czasie również wzrosła dostępność amatorskich aparatów fotograficznych, dlatego Van Der Zee zarabiał na życie fotografią paszportową. Po II wojnie światowej utrzymywał się dzięki zleceniom i retuszowi starych fotografii.
Dopiero w wieku 82 lat zyskał rozgłos w USA, gdy jego zbiór wykonanych w ciągu 60 lat 75 000 zdjęć Afroamerykanów został odkryty przez Metropolitan Museum of Art. Jego zdjęcia stanowiły część wystawy Harlem on my Mind w 1969 roku.
W latach 70. sfotografował wiele znanych osób, które promowały jego prace w całym kraju.

## Techniki fotograficzne
Prace Van Der Zee mają wartość zarówno artystyczną, jak i techniczną. Zdobyły dużą popularność po części ze względu na to, że eksperymentował z retuszem negatywów i podwójną ekspozycją. Często powtarzającym się motywem w jego pracach była rodząca się wówczas w amerykańskim społeczeństwie czarna klasa średnia, którą fotografował przy użyciu tradycyjnych technik, często w wyidealizowanych obrazach. Retuszował negatywy, aby ukazać blask ujęć i wrażenie perfekcji. To wpływało na podobiznę portretowanej osoby, ale Van Der Zee uważał, że każda fotografia powinna wykraczać poza widoczny na niej podmiot. Rodzina była ważną częścią jego życia, co ukazał w pozowanych portretach rodzinnych.
Czasem łączył kilka zdjęć w jedno, aby ukazać scenę tak, jak jego zdaniem powinna ona wyglądać. Nie ograniczał się do pracy w studio, jego tematem były również: ulica, pogrzeby, parady i dzieci. Oprócz portretów wykonywał także zdjęcia reporterskie.